# Ballade best
Ballade BEST（バラードベスト）は3B LAB.☆Sの初のベストアルバム。
Upper BESTと同時リリースされた。なお、それぞれ、1曲ずつ新曲が収録されている。
オリコン最高順位は28位。

## 収録曲
1. 星に願いを君との愛を - 3rdシングルのカップリング曲。岡平が冬に失恋したことから出来た。
2. 君がいるから僕がいる - 1stアルバム収録。
3. 恋の花 - 3rdアルバム収録。
4. LABORATORY-サヨナラノウタ- - 2ndアルバム収録。
5. 今日も星が綺麗~ホシトボクトネコノウタ~ - 1stアルバム収録。
6. everyone-瀬戸内海- - 2ndアルバム収録。
7. everyone~同窓会~ - 3rdアルバム収録。
8. 星屑と三日月 - 新曲。この曲のみバラードではなく、ロック調の曲。